# Паночко, Михаил Степанович
Михаи́л Степа́нович Пано́чко (укр. Михайло Степанович Паночко; род. 12 ноября 1951, Сулимов, Львовская область) — украинский религиозный деятель, христианский проповедник, пастор пятидесятнической церкви. С 1998 года является старшим епископом Церкви христиан веры евангельской Украины.

## Биография
Михаил Степанович Паночко родился 12 ноября 1951 года в селе Сулимов Львовской области в христианской семье. Его родители Степан Михайлович и Ганна Михайловна были прихожанами местной общины пятидесятников. В возрасте восемнадцати лет, в 1969 году Михаил был крещён и стал членом евангельской церкви Сулимова.
После окончания средней школы Паночко был призван в ряды Советской армии; службу проходил в 1969-71 гг. в Подмосковье (Щёлково) и Баку. После возвращения в Сулимов, Паночко устроился на работу шофёром в строительное управления системы «Газстроя». Одновременно, он подключился к служению в поместной церковной общине — пел в хоре, проповедовал.

### Служение пастора
В 1976 году Паночко был избран на пасторское служение. Паночко оставался пастором церкви в Сулимове следующие 22 года, вплоть до 1998 года.
В 1980 году Паночко женился на Евгении Зварич; впоследствии у семейной пары родились четыре дочери и сын. С 1982 по 1985 год, с подачи тогдашнего старшего пресвитера ВСЕХБ по Львовской области Романа Биласа, Паночко учится в Московском библейском институте — единственном в то время в СССР протестантском ВУЗе. В дальнейшем, богословское образование Паночко продолжил в Киевском библейском институте.
После распада Советского Союза Паночко заметно активизирует своё церковное служение. Вместе с командой единомышленников он ведёт радиопередачу «Сторінки життя» на львовском областном радио, работает с миссией «Вифезда» в детских приютах, интернатах и больницах.
С 1989 по 1992 год Паночко возглавлял отдел по работе с молодёжью в церквах ХВЕ Львовской области. В 1992 году он был избран заместителем старшего пресвитера Церкви ХВЕ Украины по Львовской области. Через три года, в 1995 году Паночко стал старшим пресвитером области.

### Служение епископа
В 1998 году на очередном съезде пятидесятнического союза Паночко был избран президентом Всеукраинского союза церквей христиан веры евангельской-пятидесятников. Михаил Паночко был переизбран старшим епископом своего союза в 2002, 2006, 2010 и 2014 годах.
В годы епископского служения Паночко также являлся президентом Международной ассоциации христиан веры евангельской (в 1998—2000 и 2014-16 гг.). В 2000 году он был избран членом исполнительного комитета Всемирного братства ассамблей Бога.
В качестве епископа Церкви ХВЕ Украины Паночко является членом Всеукраинского совета церквей и религиозных организаций, Совета евангельских протестантских церквей, принимает активное участие в деятельности Украинского библейского общества.
В 2008 году Паночко был награждён орденом князя Ярослава Мудрого. Епископ также является кавалером ордена «За заслуги» 3 степени.